# ديمقراطية قاعدية
ديمقراطية قاعدية (بالإنجليزية: Grassroots democracy)‏ هو نزعة نحو تصميم العمليات السياسية نحو اتجاه حيث تتحول فيه سلطة صناعة القرار عملياً إلى أدنى مستوى جغرافي أو اجتماعي للمنظمة.
يمكن أن يكون للمنظمات القاعدية مجموعة متنوعة من البُنى، وذلك بحسب نوع المنظمة وما يريده أعضاءها. ويمكن أن تكون هذه المنظمات غير منظمة وغير هرمية وتُدار من قبل جميع الأعضاء، أو يديرها أي عضو يرغب في القيام بشيء ما.
فبطرح مثال افتراضي محدد، ستضع منظمة قاعدية وطنية أكبر قدر ممكن من سلطة صنع القرار في أيدي الفروع المحلية للمنظمة أو بيد الأعضاء العاديين بدلاً من جعلها بيد المكتب الرئيسي. والغرض من هذا المبدأ هو بغية تحقيق ممارسة السلطة الديمقراطية على أكمل وجه، يجب على هذه السلطة أن تترسخ في كل من المجتمع المحلي والأفراد العاديين عوضاً عن إرساء السلطة بشكل مركز بيد حفنة من الأفراد المعزولين على رأس المنظمة. يمكن للمنظمات القاعدية أن تشغل نظماً تشاركية. وتختلف النظم القاعدية عن النظم التمثيلية في أنها تسمح للمجتمعات المحلية أو العضويات الوطنية بانتخاب ممثلين الذين يصبحون مسؤولون عن اتخاذ القرارات.
يمكن إيجاز الاختلاف ما بين النظم الثلاثة ليرتكز على محورين مختلفين: التجذر في مجتمع ما (القاعدة الشعبية مقابل الوطنية أو الدولية)؛ وقدرة جميع الأفراد على المشاركة في عملية صنع القرار المشتركة (التشاركية مقابل التمثيلية).